# 릭 더코먼
릭 두커먼(Rick Ducommun, 영어 발음: /ˈduːkəmən/, 1952년 7월 3일 ~ 2015년 6월 12일)은 캐나다의 배우, 각본가이다.
프린스앨버트에서 태어났으며 밴쿠버에서 사망하였다. 사인은 당뇨병이다.

## 출연 작품
- 펑키 멍키 (2004년) - 아버지 릭 역
- Back by Midnight (2004)
- 하바드 맨 (2001년)
- 재키는 MVP (2000년)
- 무서운 영화 (2000년) - 신디의 아버지 역
- 네비게이터(영어판) (1999년)
- 쉐기독 (1994년)
- 백지 수표 (1994년)
- 해커스 (1993년)
- 사랑의 블랙홀 (1993년) - 거스 역
- 마지막 액션 히어로 (1993년)
- 원초적 무기 (1993년)
- 클래스 엑트 (1992년)
- 원시 틴에이저 (1992년) - 미스터 브러쉬 역
- 마지막 보이 스카웃 (1991년)
- 그렘린 2 - 뉴욕 대소동 (1990년)
- 붉은 10월 (1990년)
- 침대 귀신 (1989년)
- KGB 미녀 작전 (1989년)
- 유령 마을 (1989년) - 아트 웨인가트너 역
- 다이 하드 (1988년)
- 스페이스볼 (1987년)
- 컴퓨터 인간 맥스 (1987년)
- 내 사랑 로라 (1984년)